# Mobile Internet Device
Con il termine Mobile Internet Device (spesso abbreviato in MID) vengono indicati alcuni particolari dispositivi destinati soprattutto alla navigazione in Internet e pensati soprattutto per un pubblico non professionale, il cui sviluppo è stato portato avanti nel corso del 2007.

## Differenze tra MID e UMPC
I dispositivi MID sono in realtà molto simili agli UMPC e possono essere visti come una sorta di "fratelli minori", in quanto pur riprendendone in buona parte le caratteristiche hardware, sono in genere utilizzati non come veri e propri sostituivi dei notebook o dei palmari ma più che altro come dei dispositivi attraverso cui accedere liberamente alla rete Internet. Lo schermo è touch screen tra i 4,5 e i 6 pollici (con risoluzioni comprese fra 800x480 e 1024x600 pixel) e, secondo Intel, saranno utilizzati anche come lettore musicale o come dispositivi di accesso per i network sociali come MySpace e Facebook. In questo senso possono essere visti come dispositivi a metà strada tra gli Smartphone e i veri UMPC.
Dal punto di vista software, data la necessità di mantenere bassi i prezzi di vendita, tali dispositivi sono generalmente basati su particolati versioni embedded, dotate di funzionalità "sensibili al tocco", del sistema operativo GNU/Linux, al posto del tradizionale Microsoft Windows installato sui normali UMPC, che può comunque venire installato date le similitudini nell'hardware utilizzato.
Per promuovere adeguatamente il lancio di questo nuovo tipologia di dispositivi, Intel ha annunciato la collaborazione con Ubuntu per sviluppare una speciale distribuzione "Ubuntu for Mobile Internet Devices". Inoltre ad aprile 2007 è stata fondata la Mobile Internet Device Innovation Alliance, che ha il compito di sviluppare una serie di prototipi di MID allo scopo di verificare il reale interesse del pubblico e la fattibilità di alcune idee teoriche. Tra le aziende che fanno parte della nuova "alleanza" si possono citare: ASUS, Compal, Quanta, Inventec, BenQ e HTC.

## Differenze tra MID e Netbook
Concettualmente, i MID sono molto simili ai Netbook, anch'essi destinati soprattutto alla navigazione, il cui sviluppo è stato portato avanti nel corso del 2007 da parte di Intel. La principale differenza risiede nelle dimensioni fisiche; mentre i MID sono derivati dagli UMPC e hanno quindi dimensioni molto contenute con schermi tra i 4 e i 7 pollici e spesso in formato tascabile, in genere i Netbook derivano dai portatili di piccole dimensioni e integrano sempre e comunque la tastiera (spesso assente nei MID); anche lo schermo è più grande in questi dispositivi, in genere compreso tra i 7 e i 10,2 pollici.

## Tipologie di dispositivi MID
Al momento della presentazione al pubblico avvenuta all'Intel Developer Forum di Pechino nella primavera del 2007, Intel ha annunciato l'esistenza di 3 classi distinte di dispositivi MID, che si differenziano tra loro in base alle differenti caratteristiche utili alle varie tipologie di utenti:
- Stay In touch MID - Intel indica come potenziale target per questa tipologia di MID, gli utenti maggiormente appassionati di tecnologia e alla ricerca della connettività permanente (un esempio tipico sono gli utenti più giovani). La caratteristica della connessione permanente porta necessariamente lo sviluppo di tali soluzioni verso la ricerca della portabilità estrema e della massima esperienza possibile in termini di "comunicazione personale". Secondo Intel quindi, questa tipologia di dispositivi deve essere caratterizzata da schermi di dimensioni ridotte (nell'ordine dei 4" o 5") e non superare i 300 g di peso, proprio per poter essere trasportati comodamente. La sezione di connettività è affidata allo standard Wi-Fi per il collegamento ad Internet, e Bluetooth per la connessione senza fili ad un dispositivo cellulare (meglio se 3G). A completare la dotazione non dovrebbero mancare una webcam per effettuare videoconferenze e chiamate VoIP, oltre a software di messaggistica istantanea specificatamente ottimizzato per tale tipologia di dispositivi.
- Be Entertained MID - la seconda tipologia di MID mostrata da Intel si indirizza più generalmente a tutti gli utenti che fanno un uso intensivo di Internet, sia esso per svago o per lavoro. Le caratteristiche hardware, in termini soprattutto di dimensioni e peso, sono molto simili a quelle previste dalla prima tipologia, ma devono essere in grado di supportare adeguatamente le varie fonti di intrattenimento digitale, grazie anche ad uno schermo ad alta risoluzione e ad altri componenti (webcam e altoparlanti) di fascia medio-alta. Oltre a questo, Intel ha indicato la necessità di dotare tali dispositivi anche di pulsanti disposti ai lati dello schermo specificatamente rivolti alla gestione della riproduzione multimediale e per l'esecuzione di videogiochi. Oltre a questo, a livello software devono essere presenti anche applicazioni in grado di offrire il supporto alla visione di programmi TV in standard DVB-H.
- Access Info & Locate MID - la terza tipologia di dispositivi MID è stata sviluppata da Intel guardando agli utenti che necessitano di strumenti altamente portatili per la produttività personale. Per essere utile in campo professionale, questa tipologia di MID deve comprendere dispositivi in grado di offrire molto facilmente la consultazione di notizie on line, informazioni sul traffico via radio FM, navigatore satellitare e agenda appuntamenti, oltre alla gestione di e-mail. Per il resto le caratteristiche hardware rimangono simili a quelle delle altre tipologie, con particolare attenzione, anche in questo caso, alla connettività di rete, oltre che ad un ricevitore GPS, necessario per il funzionamento come navigatore satellitare. A livello software devono essere presenti servizi LBS (Location-Based Services) e di cifratura dei dati per evitare la divulgazione impropria di informazioni riservate, specialmente in caso di furti.

## Da Intel piattaforme specifiche anche per i MID
Dopo l'enorme successo della piattaforma Centrino che ha contribuito in maniera fondamentale nella diffusione sempre più massiccia delle soluzioni portatili, Intel non ha assolutamente trascurato lo sviluppo di questo nuovo settore dell'informatica mobile e, dopo i primi due anni in cui ha reso disponibili alcune versioni a basso consumo dei propri processori per il settore dei dispositivi portatili, come le versioni ULV (Ultra Low Voltage) a voltaggio ridotto delle CPU Pentium M Dothan e Core Solo Yonah, ha deciso di sviluppare alcuni prodotti specificatamente per il settore degli UMPC.
Inizialmente l'interesse era limitato proprio agli UMPC, ma a metà 2007 Intel ha dimostrato di essere interessata anche allo sviluppo proprio dei MID (generalmente più economici), seppure sfruttando le stesse tecnologie impiegate per l'obiettivo principale ovvero gli UMPC.
La prima piattaforma, sviluppata dal produttore statunitense che è stata alla base anche dei dispositivi MID è in realtà la seconda generazione di piattaforme sviluppate per gli UMPC, conosciuta come McCaslin e basata sul processore Stealey, arrivata sul mercato nel corso del 2007. In realtà, Intel ritiene che la vera diffusione di questi nuovi dispositivi inizierà grazie alla nuova piattaforma Menlow (poi rinominata Centrino Atom) e basata sul processore Silverthorne, in arrivo nel secondo trimestre 2008. Successivamente, nel 2009, sarà il momento della piattaforma Moorestown che a sua volta, apporterà una vera rivoluzione in questo settore, grazie al processore Lincroft che sarà la prima CPU di questo settore progettata secondo un approccio del tipo System on a Chip (SoC), ovvero integrando al suo interno anche il chipset, nelle sue componenti northbridge e  southbridge.
In questo modo un unico chip conterrà sia il tradizionale processore, sia il controller della memoria RAM, la circuiteria di input/output e il sottosistema grafico. Tale innovazione dovrebbe aumentare notevolmente l'autonomia di esercizio delle soluzioni UMPC.